# Elenco de Lado a Lado
Este página lista o elenco da telenovela brasileira Lado a Lado, exibida pela TV Globo.

## Elenco
| Intérprete          | Personagem                                             |
| ------------------- | ------------------------------------------------------ |
| Camila Pitanga      | Isabel Nascimento                                      |
| Lázaro Ramos        | José Maria dos Santos (Zé Maria)                       |
| Marjorie Estiano    | Laura Assunção Vieira                                  |
| Thiago Fragoso      | Edgar Lemos Vieira                                     |
| Patrícia Pillar     | Constância de Bragança Assunção, Baronesa da Boa Vista |
| Alessandra Negrini  | Catarina Ribeiro                                       |
| Caio Blat           | Fernando Lemos Vieira                                  |
| Rafael Cardoso      | Alberto Assunção Filho (Albertinho)                    |
| Cássio Gabus Mendes | Bonifácio Vieira                                       |
| Sheron Menezzes     | Berenice Araújo                                        |
| Milton Gonçalves    | Afonso Nascimento                                      |
| Zezeh Barbosa       | Jurema Nascimento                                      |
| Maria Padilha       | Diva Celeste                                           |
| Paulo Betti         | Mário Cavalcanti                                       |
| Maria Clara Gueiros | Neusa Soares (Neusinha) / Jacqueline Duvivier          |
| Tuca Andrada        | Frederico Martins                                      |
| Werner Schunemann   | Dr. Alberto Assunção, Barão da Boa Vista               |
| Christiana Guinle   | Carlota de Bragança                                    |
| Isabela Garcia      | Célia de Bragança (Celinha)                            |
| Emílio de Mello     | Carlos Guerra                                          |
| Bia Seidl           | Margarida Lemos Vieira                                 |
| Marcello Melo Jr.   | José Emanuel Ferreira (Caniço)                         |
| Ana Carbatti        | Zenaide Araújo                                         |
| George Sauma        | Jonas                                                  |
| Juliane Araújo      | Alice de Bragança Passos                               |
| Débora Duarte       | Eulália Praxedes                                       |
| Guilherme Piva      | Delegado Heráclito Praxedes                            |
| Susana Ribeiro      | Teresa Praxedes                                        |
| Priscila Sol        | Sandra Praxedes                                        |
| Klebber Toledo      | Umberto de Ferraz Pontes                               |
| Álamo Facó          | Vasco Queirós (Quequé)                                 |
| André Arteche       | Luciano                                                |
| Daniel Dalcin       | Teodoro                                                |
| Tião D'Ávila        | Isidoro                                                |
| Rui Ricardo Dias    | Percival Romão                                         |
| Laís Vieira         | Etelvina Romão                                         |
| Rhaisa Batista      | Esther                                                 |
| Jurema Reis         | Gilda                                                  |
| Romis Ferreira      | Luiz Neto                                              |
| Cláudio Tovar       | Padre Olegário                                         |
| Luisa Fries         | Matilde                                                |
| Cauê Campos         | Afonso Nascimento Assunção / Elias Araújo              |
| Eliz David          | Melissa Ribeiro Vieira                                 |
| Ana Luiza Abreu     | Madalena                                               |

### Participações especiais
| Intérprete                | Personagem                   |
| ------------------------- | ---------------------------- |
| Beatriz Segall            | Madame Bensançon             |
| Maria Fernanda Cândido    | Jeanett Dórleac              |
| Juliana Knust             | Fátima                       |
| Elisa Lucinda             | Norma                        |
| Antonio Pitanga           | Túlio                        |
| Maria Eduarda de Carvalho | Eliete                       |
| Thiago Amaral             | Gustavo                      |
| Anna Sophia Folch         | Heloísa                      |
| Júlio Levy                | Seu Veronese                 |
| Gustavo Machado           | Suzano                       |
| Rogéria                   | Alzira                       |
| Hélio Ribeiro             | Sr. Conrando                 |
| José Victor Castiel       | Comendador Xavier Pessoa     |
| Luciano Chirolli          | Oswaldo                      |
| Myriam Pérsia             | Madre Miriam                 |
| Maria Pinna               | Geisa                        |
| César Mello               | Francisco dos Anjos (Chico)  |
| Rodrigo Faji              | Ohe Mauyami                  |
| Gianfilippo Sacco         | Claudiano                    |
| Rogério Freitas           | Haroldo                      |
| Bernardo Luz              | Vinícius                     |
| Marcos Acher              | Rodrigues                    |
| Hanna Palhares            | Tatiane                      |
| Daniel Marques            | Paiva                        |
| Ana Paula Lopes           | Luzia                        |
| Saulo Rodrigues           | Noel                         |
| Giovanna Rispoli          | Edú                          |
| Ady Salgado               | Dona Dionísia                |
| Andrea Cavalcanti         | Hilda                        |
| Dudu Sandroni             | Senador Laranjeiras          |
| Flavia Tolledo            | Judite                       |
| Jorge Amorim              | Olavo                        |
| Marcio Rangel             | Vilmar                       |
| Zeca Gurgel               | Tião                         |
| Jhe Oliveira              | Inácio                       |
| Joana Seibel              | Gisele Laranjeiras           |
| Lolô de Souza Pinto       | Emília Lopes de Freitas      |
| Luciano Pazzian           | padre do casamento de Isabel |
| Marcio Ehrlich            | Temístocles Lopes de Freitas |
| Rodrigo Oiye              | Jun Murakami                 |
| William Vita              | Igor Fernandes               |
| Melina Damasceno          | Melissa (bebê)               |